# Ландміліція
Ландмілі́ція або ла́нд-мілі́ція (рос. дореф. ландмилиція < нім. Landmiliz «земельне ополчення») — рід місцевих військ у Російській імперії 18 століття. Напіврегулярне ополчення, що охороняло кордони імперії. Існували Українська, Закамська, Сибірська і Смоленська ландміліції. В Україні членів ландміліції зневажливо називали ланцями.

## Опис

### Українська ландміліція
- 1713, 2 лютого: створено ландміліцію за наказом російського імператора Петра І. До складу увійшли 6 піхотних полків, що були утворені на основі 5 розформованих піхотних полків і 7 тисяч військових поселенців колишньої «Білгородської оборонної лінії»[2][3]. Головне завдання ландміліції — захист Лівобережної України від набігів кримських і ногайських орд. Особовий склад війська — колишні козаки, солдати, пушкарі. Полки ландміліції називалися за іменами полкових командирів.
- 1722: для збільшення чисельності ландміліції, до неї були приписані однодворці — чоловіки від 15 до 30 років. Усі полки ландміліції були розселені слободами разом із сім'ями на «Українській лінії», де несли військову службу почергово[3].
- 1723: командиром ландміліції призначено генерал-аншефа Михайла Голіцина. Сформовано 2 регулярні та 2 іррегулярні кінні полки по 1500 осіб кожен. Для їх утримання введено особливий грошовий податок для мешканців Київської та Азовської (Воронезької) губернії (скасований лише в 1817 році)[3][4].

Озброєння нових ландміліціонерів складалося з палаша або шаблі, 2 пістолетів. Третина особового складу мала карабіни або рушниці, дві третини — піки.
- 1727: полки ландміліції перейменовані за назвами українських міст[3].
- 1729: ландміліція доведена до 4 регулярних і 6 іррегулярних кінних полків[4].
- 1731: ландміліція розгорнута в 4 піші (по 1200 вояків) і 16 кінних (по 1000 вояків) регулярних полків[4].
- 1731: Ландміліція була перейменована на Українську ландміліцію через формування Закамської ландміліції[4].
- 1736: Українська ландміліція перейменована на Український ландміліційний корпус. Усі 20 полків переформовані на кінні полки. Всім полкам видано прапори й уніформу, але з білого сукна[4].Корпус мав у своєму арсеналі 220 гармат[3].
- 1762: Український ландміліційний корпус перейменовано на Український корпус. 20 кінних полків скорочено до 1 кінного і 10 піхотних. Полки перейменовані за назвами російських міст. Особовий склад полків призначений на постійні квартири в українських містах[3][4].

1. Бєльовський піхотний полк
2. Борисоглєбський кінний полк
3. Брянський піхотний полк
4. Єлецький піхотний полк
5. Козловський піхотний полк
6. Курський піхотний полк
7. Орловський піхотний полк
8. Ряжський піхотний полк
9. Сівський піхотний полк
10. Старооскільський піхотний полк
11. Тамбовський піхотний полк

- 1770: розформовано Український корпус. 4 піхотні полки зберегли назви й увійшли до складу російської армії (Єлецький 33-й піхотний полк, Севський 34-й піхотний полк, Ряжський 70-й піхотний полк, 71-й Бєльовський піхотний полк). 5 піхотних полків увійшли до складу інших російських полків (Тамбовський увійшов до Юріївського піхотного полку, Старооскільський — до Новоторжського 114-го, Курський — до Ярославського 117-го, Козловський — до Тенгінського 77-го, а Брянський — до Кабарднинського 80-го). Орловський піший полк і Борисоглєбській кінний полк були розпущені й втратили спадковість із майбутніми однойменними частинами[4].

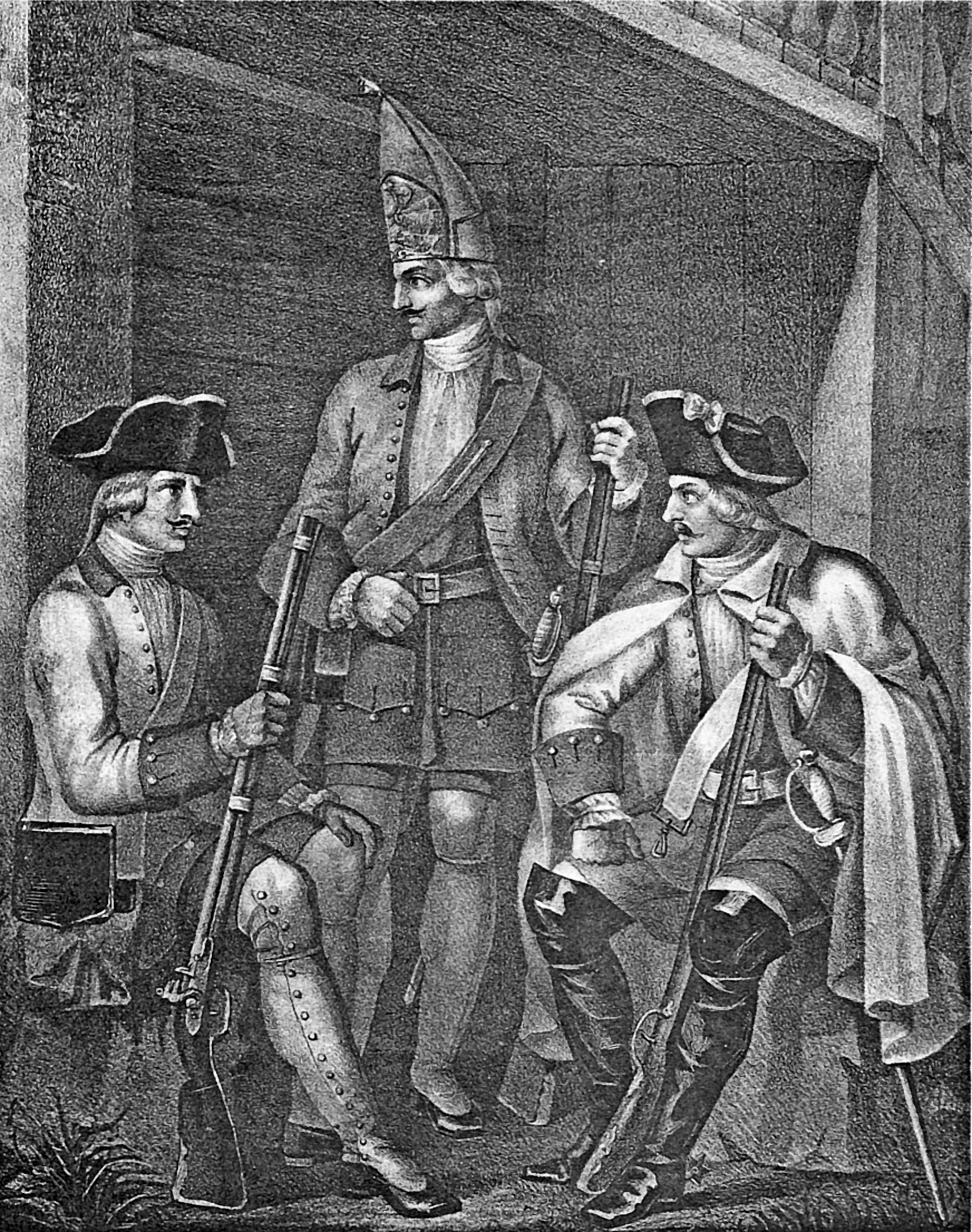
Нижні чини (1736 — 1742).
Офіцери (1736 — 1742)
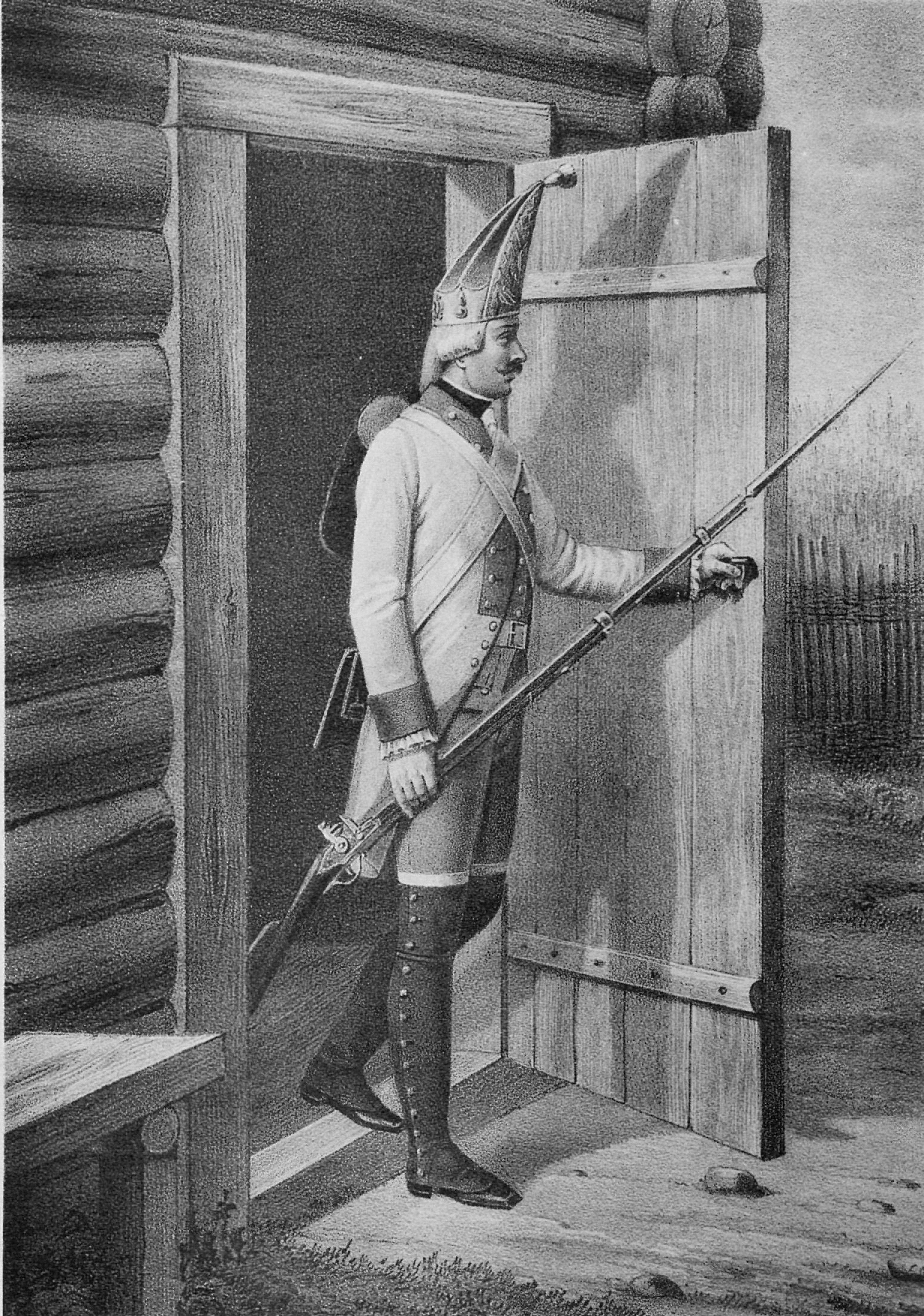
Гренадер (1763 — 1770)
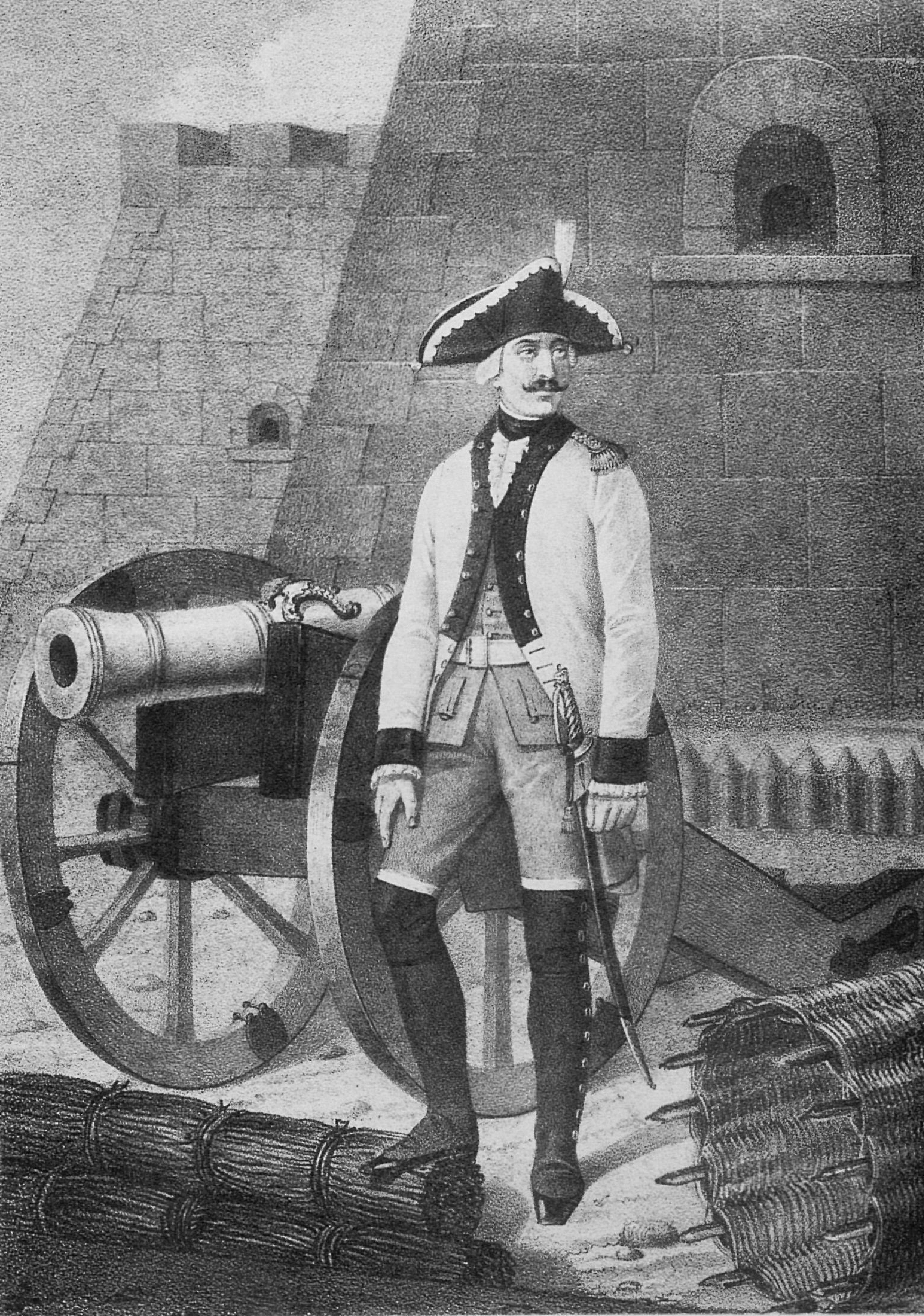
Артилерист (1763 — 1770)
Офіцери (1764 — 1770)
Полкові герби (1765)
Полкові герби (1765)
Прапор Курського полку (1764)

### Закамська ландміліція
- 1736: створено Закамську ландміліцію за наказом імператриці Анни. До її складу увійшли 3 кінні полки (Шемшинський, Білярський, Сергіївський) і 1 піший (Олексіївський, згодом — Олексопольський). Головне завдання ландміліції — захист Оренбурзького краю від набігів степових кочівників[4]. Особовий склад війська — однодворці, колишні стрільці, пушкарі та люди колишніх служб, здавна поселених в прикордонних містечках за річкою Камою.
- 1771: кінні полки перетворені на легкі польові команди[4].
- 1796: піший полк (Олексопольський) увійшов до складу армії (на початку 20 століття — Адекеївський 31-й піхотний полк)[4].

### Сибірська ландміліція
- 1761: створено Сибірську ландміліцію за наказом імператриці Єлизавети. До її складу увійшли один драгунський полк і один піхотний батальйон. Головне завдання ландміліції — оборона південних кордонів Сибіру[4].
- 1764: розформовано піхотний батальйон[4].
- 1771: драгунський полк переформований на легкі польові команди[4].

### Смоленська ландміліція
- 1765: створено Смоленську ландміліцію в складі одного Смоленського кінного полку (колишнього Рославльського шквадрона)[4].
- 1775: розформовано Смоленську ландміліцію. Смоленський кінний полк переформований на Смоленський драгунський полк (на початок 20 століття — Смоленський 2-й уланський полк)[4].

## У культурі
- Від слова «ландміліція» походить українське лайливе слово «ланець» — яким первісно називали членів цього військового формування, а потім — також гультяїв і розбишак[1]. Закінчення «-ець» могло з'явитися внаслідок впливу пол. łanzknecht («ландскнехт»), що походить від нім. Landsknecht[5].